# Little Big Top (Album)
Little Big Top ist ein Musikalbum von Guy Klucevsek und Volker Goetze. Die vom 3. bis 5. Oktober 2023 entstandenen Aufnahmen erschienen am 31. Januar 2025 auf Motéma Music. Es war das letzte Album Klucevseks, der am 22. Mai 2025 im Alter von 78 Jahren starb.

## Hintergrund
Little Big Top vereint eine Reihe von Kompositionen des Akkordeonisten Guy Klucevsek. Mit dem in Deutschland geborenen und in New York City lebenden Volker Goetze an Trompete und Flügelhorn leitete er ein Quartett mit dem Altsaxophonisten Jeff Hudgins und dem Klarinettisten Doug Wieselman. Goetze und Klucevsek lernten sich kennen, als das Snug Harbor Cultural Center Goetze beauftragte, die Musik für das Flüchtlingsprojekt Little Amal Walks zu kuratieren, das am 30. September 2022 durch Staten Island zog.
Für die Veranstaltung gründeten die beiden Musiker zusammen mit Jeff Hudgins und Doug Wieselman ein Ad-hoc-Quartett. Ein Jahr später sammelte Götze zusätzliche Mittel, um mehr Material zu schaffen und aufzunehmen. Nach Proben und Aufnahmen im Haus von Klucevsek auf Staten Island wurde das Programm bei einer Konzertaufführung im Newhouse Center in New Brighton vorgestellt.
Das resultierende Album ist eine Art musikalischer Reise mit Stationen in Äthiopien („Fez Up“), Osteuropa („Euroslavian Wedding Dance“), Deutschland („Three-Quarter Moon“, geschrieben in Erinnerung an Kurt Weill) und der Region West-Pennsylvania (das ausgelassene „Meet Me on the Midway“). Klucevsek widmete das Lied "The Sun, the Moon, and the Truth" seinen Freunden in Kiew, die nach Beginn der russischen Invasion 2022 in der Ukraine blieben.

## Titelliste
- Guy Klucevsek & Volker Goetze: Little Bigtop (Motema Music MTM0450)[3]

1. Little Big Top 3:12
2. Fez Up 4:32
3. The Sun, the Moon, and the Truth 5:00
4. Dancing in the Aisles of the Icicle Repair Shop 3:47
5. Euroslavian Wedding Dance 3:14
6. Comin’ on Home 4:03
7. For the First Time 4:39
8. O’O 3:52
9. The Gift 4:42
10. Pink Elephant 4:35
11. Three-Quarter Moon 3:47
12. Meet Me on the Midway 2:27
13. Tangocide 2:58
14. Hymn for Her 4:45

Die Kompositionen stammen von Guy Klucevsek.

## Rezeption

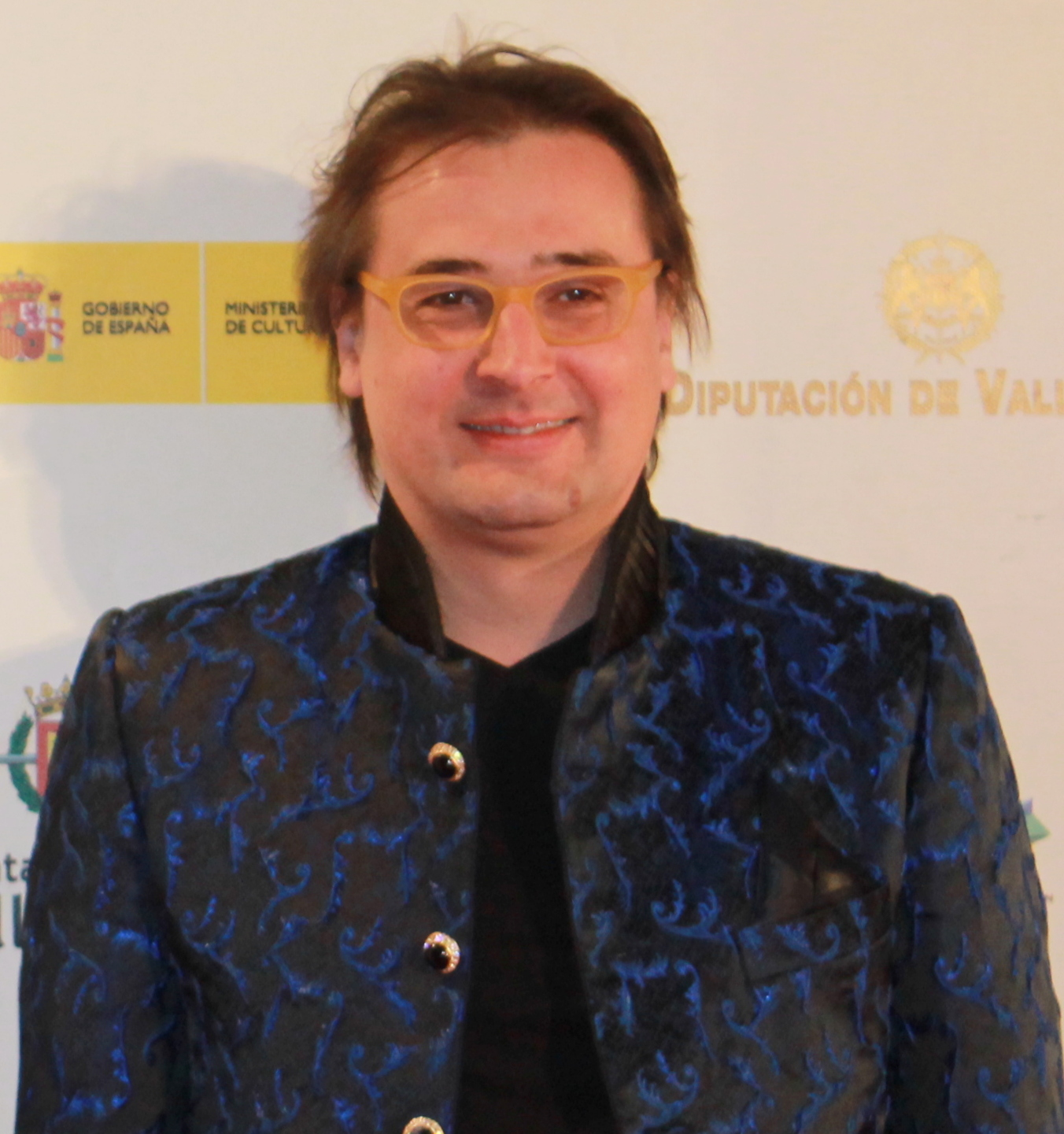
Volker Goetze (2012)

Nach Ansicht von Neri Pollastri, der das Album in All About Jazz rezensierte, ist Guy Klucevsek ein großartiger Akkordeoninterpret und exzellenter Komponist, der alle musikalischen Traditionen zu nutzen wisse. Ihm gebühre die Anerkennung, das Instrument aus seiner Randrolle befreit und es in den Bereichen Jazz, zeitgenössische Musik, Avantgarde und Improvisation maßgeblich vertreten zu haben, wobei er mit führenden Vertretern aller Bereiche zusammengearbeitet hätte. In diesem auf Wunsch des Trompeters Volker Goetze entstandenen Werk würden wir ihn „zu Hause“ vorfinden. Das Album zeige das Quartett bei der Auseinandersetzung mit 13 Liedern, allesamt eigene Kompositionen aus verschiedenen Epochen, die hier in neuen Arrangements präsentiert würden. Hinzu komme die perfekte Klangpalette des Quartetts mit Goetzes Trompete (die bei Bedarf gedämpft wird, etwa in „Three-Quarter Moon“) und Flügelhorn, Doug Wieselmans Klarinetten und Jeff Hudgins’ Altsaxophon, die sich abwechseln, mal um die wunderschönen Klänge des Akkordeons des Leiters herum dialogisieren, und man bekomme eine Vorstellung davon, was sich in den 55 Minuten Musik dieses kleinen, bezaubernden Juwels auf wunderbare Weise entfalte. Das Ergebnis sei die Frucht eines einzigartigen Künstlers an der Schwelle zu seinem 80. Lebensjahr.
Akkordeonist Guy Klucevsek und Volker Goetze an Trompete und Flügelhorn hätten einen Mischung aus schwungvollem Klezmer, Musik von der Adria und aus Böhmen als auch eine Sammlung schwungvoller Eigenkompositionen zusammengestellt, schrieb George W. Harris (Jazz Weekly). Die Mischung aus Holz- und Blechblasinstrumenten sorge für eine fast karnevalsartige Feststimmung, wie etwa bei „Little Big Top“, während mediterrane Stimmungen bei „Euroslaavian Wedding Dance“ und osteuropäisches Schtetl-Rocken bei „Met Me on The Midway“ spürbar seien. Klucevsek würde Stimmungen und Melodien von Polka bis Grapevine entlocken, und Goetze zaubere wilde und witzige Melodien hervor.

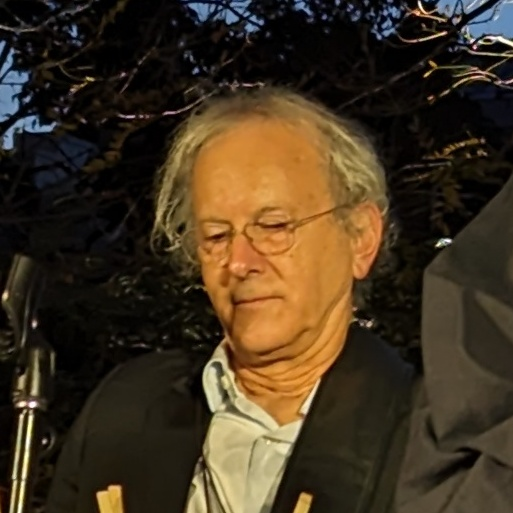
Doug Wieselman (2023)

Little Big Top vereine eine Reihe von Kompositionen des Akkordeonmeisters Guy Klucevsek, schrieb John Adcock im Jazz Journal. Dies sei eine vielseitige Auswahl, die, wie Klucevsek in den Liner Notes erklärt, eine breite Palette an Genres, Taktarten, Stimmungen und Emotionen erkunde. Die Kombination aus Akkordeon und Horn sorge für ein interessantes Hörerlebnis, und die beiden Instrumente würden eine unerwartet reiche und abwechslungsreiche Klangpalette bieten. Klucevseks Einflüsse seien vielfältig, darunter Nino Rota, Kurt Weill, Bassist Rufus Reid und Klucevseks Frau Jana. Die Musik zeuge von einem bemerkenswerten Gefühl von Integrität und Ehrlichkeit, das oft in einfachen Themen mit echter Tiefe und Emotionalität zum Ausdruck komme. Am deutlichsten werde dies vielleicht in „The Sun, The Moon, And The Truth“, das auf einem Buddha zugeschriebenen Sprichwort basiere, wonach drei Dinge im Leben nicht verborgen werden können: die Sonne, der Mond und die Wahrheit.